# Дубровка-Челябинская (станция)
Дубровка-Челябинская — станция Челябинского региона Южно-Уральской железной дороги. Расположена в одноимённом пристанционном посёлке Коркинского района Челябинской области.
От станции отходит неэлектрифицированная ветка на станцию Коркино. В двух километрах к востоку расположена деревня Дубровка.

## Пассажирские перевозки
На станции останавливаются пригородные поезда на Челябинск, Еманжелинск, Южноуральск, Троицк и Карталы.